# 나이트 워커
《나이트 워커》는 에이스톰에서 제작, 넥슨 코리아에서 2023년 1월 26일에 출시한 온라인 게임으로, 한때 에이스톰에서 개발하고 유통했던 《최강의 군단》의 리메이크작이다.
2024년 8월 29일에 서비스 종료되었다.